# Kuschelina tenuilineata
Kuschelina tenuilineata är en skalbaggsart som först beskrevs av Horn 1889.  Kuschelina tenuilineata ingår i släktet Kuschelina och familjen bladbaggar. Inga underarter finns listade i Catalogue of Life.